# NBA 1950/51
Die NBA-Saison 1950/51 war zwar erst die zweite Saison unter dem Namen der National Basketball Association, jedoch die insgesamt fünfte des Verbandes. Weil die NBA als Kontinuum des geschichtlichen Vorgängers BAA und ihrer Spielzeiten betrachtet wird, wird diese Zählweise teilweise ohne gesonderten Hinweis vorausgesetzt. Die reguläre Saison begann am 31. Oktober 1950 und endete nach 354 Spielen am 18. März 1951. Die Postseason endete am 21. April mit 4—3 Finalsiegen der Rochester Royals über die New York Knickerbockers.
Nachdem die Rassenschranke in der Liga mit dem Einsatz des US-Amerikaners japanischer Abstammung Wat Misaka für die New York Knickerbockers in der Saison 1947/48 gefallen war, spielten in der Saison 1950/51 erstmals vier Afro-Amerikaner. Chuck Cooper wurde als erster schwarzer Spieler von den Boston Celtics gedraftet, Nat „Sweetwater“ Clifton unterzeichnete den ersten Vertrag eines schwarzen NBA-Spielers bei Ned Irish und das erste Spiel bestritt Earl Lloyd von den Washington Capitols. Harold Hunter unterzeichnete ebenfalls einen Vertrag und wäre der zweite Schwarze in Lloyds Team gewesen, machte aber aus unbekannten Gründen den Cut nicht. Hank DeZonie verließ die Tri-Cities Blackhawks angewidert nach fünf Spielen, weil die Rassentrennung in Teilen von Illinois erst vor kurzem aufgehoben worden war, die Diskriminierung aber offensichtlich fortbestand.

## Saisonnotizen
- Von den 17 Teams des Vorjahres verblieben elf in der Liga. Die Chicago Stags, die originalen Denver Nuggets (1948–1950) und die St. Louis Bombers stellten den Betrieb ein, während die Anderson Packers aus Indiana, die Waterloo Hawks aus Iowa und die Sheboygan Red Skins aus Wisconsin die National Professional Basketball League begründeten, die aber weder an die Glanzzeiten der National Basketball League des Mittleren Westens anschließen konnte, noch einen Meister ausspielte.
- Die Washington Capitols stellten in ihrem fünften Jahr nach einer Saison ohne Coach Red Auerbach den Spielbetrieb während der laufenden Saison ein und lösten sich am 9. Januar 1951 nach 35 Spielen auf. Es war das erste Mal in der Geschichte der NBA, dass ein Franchise die Saison nicht vollenden sollte.[4]
- Die Philadelphia Warriors machten von ihrem Recht des Territorial Picks Gebrauch und drafteten Wildcat Paul Arizin von der Villanova University. Erster Draft-Pick in der NBA-Draft 1950 wurde Chuck Share von den Bowling Green Falcons der Bowling Green State University für die Baltimore Bullets.[5]
- Vier Jahre vor der Einführung der Shot Clock fand am 22. November 1950 im Spiel der Fort Wayne Pistons gegen die Minneapolis Lakers mit 19—18 (was selbst nach Vorkriegsmaßstäben ein unterdurchschnittliches Ergebnis wäre) das Spiel mit den wenigsten Punkten in der Geschichte der NBA statt. Beide Teams warfen zusammen insgesamt acht Körbe, jedes Team vier.[6][7]
- Am 6. Januar 1951 gab es beim Spiel der Rochester Royals gegen die Indianapolis Olympians mit sechs die insgesamt meisten Verlängerungen aller Zeiten.
- Am Freitag, 2. März 1951 fand im Boston Garden das erste NBA All-Star Game der NBA vor 10.094 Zuschauern statt. Head Coach Joe Lapchicks Eastern All-Stars schlugen John Kundlas Western All-Stars mit 111—94. Most Valuable Player des All-Star-Games war Ed Macauley von den Boston Celtics. Der Preis wurde jedoch erst 1953 eingeführt und Macauley rückwirkend gewählt.[8]

## Abschlusstabellen
Pl. = Rang,  = Für die Playoffs qualifiziert, Sp = Anzahl der Spiele, S—N = Siege—Niederlagen, % = Siegquote (Siege geteilt durch Anzahl der bestrittenen Spiele), GB = Rückstand auf den Führenden der Division in der Summe von Sieg- und Niederlagendifferenz geteilt durch zwei, Heim = Heimbilanz, Ausw. = Auswärtsbilanz, Neutr. = Bilanz auf neutralem Boden, Div. = Bilanz gegen die Divisionsgegner

### Eastern Division
| Pl. | Mannschaft            | Sp | S—N   | %    | GB  | Heim  | Ausw. | Neutr. | Div.  |
| --- | --------------------- | -- | ----- | ---- | --- | ----- | ----- | ------ | ----- |
| 1.  | Philadelphia Warriors | 66 | 40—26 | .606 | —   | 29—3  | 10—22 | 1—1    | 22—14 |
| 2.  | Boston Celtics        | 69 | 39—30 | .565 | 2,5 | 26—6  | 09—22 | 4—2    | 22—19 |
| 3.  | New York Knicks       | 66 | 36—30 | .545 | 4   | 22—5  | 10—25 | 4—0    | 21—15 |
| 4.  | Syracuse Nationals    | 66 | 32—34 | .485 | 8   | 24—9  | 08—25 | 0—0    | 19—17 |
| 5.  | Baltimore Bullets     | 66 | 24—42 | .364 | 16  | 21—11 | 03—25 | 0—6    | 12—24 |
| 6.  | Washington Capitols   | 35 | 10—25 | .286 | *   | 06—11 | 04—13 | 0—1    | 06—12 |

### Western Division
| Pl. | Mannschaft             | Sp | S—N   | %    | GB | Heim  | Ausw. | Neutr. | Div.  |
| --- | ---------------------- | -- | ----- | ---- | -- | ----- | ----- | ------ | ----- |
| 1.  | Minneapolis Lakers     | 68 | 44—24 | .647 | —  | 29—3  | 12—21 | 3—0    | 24—12 |
| 2.  | Rochester Royals       | 68 | 41—27 | .603 | 3  | 29—5  | 12—22 | 0—0    | 18—15 |
| 3.  | Fort Wayne Pistons     | 68 | 32—36 | .471 | 12 | 27—7  | 05—27 | 0—2    | 18—16 |
| 4.  | Indianapolis Olympians | 68 | 31—37 | .456 | 13 | 19—12 | 10—24 | 2—1    | 15—20 |
| 5.  | Tri-Cities Blackhawks  | 68 | 25—43 | .368 | 19 | 22—13 | 02—28 | 1—2    | 12—24 |

* Die Washington Capitols lösten sich am 9. Januar 1951 während des laufenden Spielbetriebes auf.
Die Spieler wurden auf andere Teams verteilt.

## Führende Spieler in Einzelwertungen
| Kategorie       | Spieler       | Mannschaft             | Wert   |
| --------------- | ------------- | ---------------------- | ------ |
| Punkte          | George Mikan  | Minneapolis Lakers     | 1932   |
| Wurfquote †     | Alex Groza    | Indianapolis Olympians | 47,0 % |
| Freiwurfquote ‡ | Joe Fulks     | Philadelphia Warriors  | 85,5 % |
| Assists         | Andy Phillip  | Philadelphia Warriors  | 414    |
| Rebounds        | Dolph Schayes | Syracuse Nationals     | 1080   |

† 200 Körbe nötig für Wertung. Groza nahm 1046 Schüsse und traf 492 mal. Mikan belegte hier den dritten Platz mit 42,8 %.

‡ 170 Freiwürfe nötig für Wertung. Fulks 378 von 442.
- Mit 308 beging George Mikan die meisten Fouls, während Cal Christensen (Tri-Cities Blackhawks) 19 mal und damit am häufigsten den Court fouled out verlassen musste.
- Joe Fulks warf die achtmeisten Freiwürfe (378), George Mikan warf mit 576 die meisten bei der elftbesten Quote von 80,3 %.
- Seit dieser Saison werden auch die (Gesamt-)Rebounds erfasst. Bis zur Saison 1968/69 wurden den Statistiken in den Kategorien „Punkte“, „Assists“ und „Rebounds“ die insgesamt erzielten Leistungen zu Grunde gelegt und nicht die Quote pro Spiel.[9]

## Ehrungen
| - All-NBA First Team: - George Mikan, Minneapolis Lakers - Alex Groza, Indianapolis Olympians - Ed Macauley, Boston Celtics - Bob Davies, Rochester Royals - Ralph Beard, Indianapolis Olympians | - All-NBA Second Team: - Dolph Schayes, Syracuse Nationals - Frank Brian, Tri-Cities Blackhawks - Vern Mikkelsen, Minneapolis Lakers - Joe Fulks, Minneapolis Lakers - Dick McGuire, New York Knickerbockers |

## Playoffs-Baum
| Division-Halbfinals | Division-Halbfinals    | Division-Halbfinals |    |                    | Division-Finals | Division-Finals | Division-Finals |  |  | NBA-Finals | NBA-Finals | NBA-Finals |
|                     |                        |                     |    |                    |                 |                 |                 |  |  |            |            |            |
| E1                  | Philadelphia Warriors  | 0                   |    |                    |                 |                 |                 |  |  |            |            |            |
| E4                  | Syracuse Nationals     | 2                   |    |                    |                 |                 |                 |  |  |            |            |            |
| E4                  | Syracuse Nationals     | 2                   | E4 | Syracuse Nationals | 2               |                 |                 |  |  |            |            |            |
| Eastern Division    |                        |                     | E4 | Syracuse Nationals | 2               |                 |                 |  |  |            |            |            |
|                     | E3                     | New York Knicks     | 3  |                    |                 |                 |                 |  |  |            |            |            |
| E2                  | E3                     | New York Knicks     | 3  | Boston Celtics     | 0               |                 |                 |  |  |            |            |            |
| E2                  |                        |                     |    | Boston Celtics     | 0               |                 |                 |  |  |            |            |            |
| E3                  | New York Knicks        | 2                   |    |                    |                 |                 |                 |  |  |            |            |            |
| E3                  | New York Knicks        | 2                   | E3 | New York Knicks    | 3               |                 |                 |  |  |            |            |            |
|                     |                        |                     |    | New York Knicks    | 3               |                 |                 |  |  |            |            |            |
|                     | W2                     | Rochester Royals    | 4  |                    |                 |                 |                 |  |  |            |            |            |
| W1                  | W2                     | Rochester Royals    | 4  | Minneapolis Lakers | 2               |                 |                 |  |  |            |            |            |
| W1                  |                        |                     |    | Minneapolis Lakers | 2               |                 |                 |  |  |            |            |            |
| W4                  | Indianapolis Olympians | 1                   |    |                    |                 |                 |                 |  |  |            |            |            |
| W4                  | Indianapolis Olympians | 1                   | W1 | Minneapolis Lakers | 1               |                 |                 |  |  |            |            |            |
| Western Division    |                        |                     | W1 | Minneapolis Lakers | 1               |                 |                 |  |  |            |            |            |
|                     | W2                     | Rochester Royals    | 3  |                    |                 |                 |                 |  |  |            |            |            |
| W2                  | W2                     | Rochester Royals    | 3  | Rochester Royals   | 2               |                 |                 |  |  |            |            |            |
| W2                  |                        |                     |    | Rochester Royals   | 2               |                 |                 |  |  |            |            |            |
| W3                  | Fort Wayne Pistons     | 1                   |    |                    |                 |                 |                 |  |  |            |            |            |

## Playoffs-Ergebnisse
Die Playoffs begannen am 20. März und wurden in den Division-Halbfinals nach dem Modus „Best of Three“ ausgetragen, die Division-Finals nach dem Modus „Best of Five“ und die NBA-Finals nach dem Modus „Best of Seven“.

### Eastern Division-Halbfinals
New York Knickerbockers 2, Boston Celtics 0

Dienstag, 20. März: Boston 69 – 83 New York

Donnerstag, 22. März: New York 92 – 78 Boston
Syracuse Nationals 2, Philadelphia Warriors 0

Dienstag, 20. März: Philadelphia 89 – 91 Syracuse  (n. V.)

Donnerstag, 22. März: Syracuse 90 – 78 Philadelphia

### Western Division-Halbfinals
Rochester Royals 2, Fort Wayne Pistons 1

Dienstag, 20. März: Rochester 110 – 81 Fort Wayne

Donnerstag, 22. März: Fort Wayne 83 – 78 Rochester

Sonnabend, 24. März: Rochester 97 – 78 Fort Wayne
Minneapolis Lakers 2, Indianapolis Indians 1

Mittwoch, 21. März: Minneapolis 95 – 81 Indianapolis

Freitag, 23. März: Indianapolis 108 – 88 Minneapolis

Sonntag, 25. März: Minneapolis 85 – 80 Indianapolis

### Eastern Division-Finals
New York Knickerbockers 3, Syracuse Nationals 2

Mittwoch, 28. März: New York 103 – 92 Syracuse

Donnerstag, 29. März: Syracuse 102 – 80 New York

Sonnabend, 31. März: New York 97 – 75 Syracuse

Sonntag, 01. April: Syracuse 90 – 83 New York

Mittwoch, 04. April: New York 83 – 81 Syracuse

### Western Division-Finals
Rochester Royals 3, Minneapolis Lakers 1

Donnerstag, 29. März: Minneapolis 76 – 73 Rochester

Sonnabend, 31. März: Minneapolis 66 – 70 Rochester

Sonntag, 01. April: Rochester 83 – 70 Minneapolis

Dienstag, 03. April: Rochester 80 – 75 Minneapolis

## NBA-Finals

### Rochester Royals vs. New York Knickerbockers
Nach einem Rückstand von drei Niederlagen konnten die New York Knicks ausgleichen und verfehlten die Meisterschaft nach einem 16-Punkte-Rückstand in der ersten Halbzeit des siebten Spiels um vier Punkte. Es sollte die erste und bislang letzte Meisterschaft des Rochester Royals-Franchise bleiben, womit die Sacramento Kings bis heute (Stand: 2020) die bislang größte Titel-Durststrecke der NBA-Geschichte erdulden sollten.
Die Finalergebnisse:
Sonnabend, 7. April: Rochester 92 – 65 New York

Sonntag, 8. April: Rochester 99 – 84 New York

Mittwoch, 11. April: New York 71 – 78 Rochester

Freitag, 13. April: New York 79 – 73 Rochester

Sonntag, 15. April: Rochester 89 – 92 New York

Mittwoch, 18. April: New York 80 – 73 Rochester

Sonnabend, 21. April: Rochester 79 – 75 New York
Die Rochester Royals werden mit 4—3 Siegen NBA-Meister.

## Die Meistermannschaft der Rochester Royals
| Bill Calhoun, Jack Coleman, Bob Davies, Red Holzman, Arnie Johnson, Joe McNamee, Paul Noel, Arnie Risen, Frank Saul, Bobby Wanzer Head Coach: Les Harrison |